# Astronesthes chrysophekadion
Astronesthes chrysophekadion es una especie de pez de la familia Stomiidae en el orden de los Stomiiformes.

## Morfología
• Los machos pueden llegar alcanzar los 13,4 cm de longitud total.

## Hábitat
Es un pez de mar y de aguas  tropicales.

## Distribución geográfica
Se encuentra en el Japón, Papúa Nueva Guinea  e Indonesia